# Anthaxia dundai
Anthaxia dundai es una especie de escarabajo del género Anthaxia, familia Buprestidae. Fue descrita científicamente por Bílý en 1992.